# Tsundur
Tsundur là một trong 57 mandal thuộc huyện Guntur, bang Andhra Pradesh. The mandal is bounded by Chebrolu, Tenali, Amruthalur and Ponnur mandals. The mandal is a part of Andhra Pradesh Capital Region.